# Antillo
Antillo é uma comuna italiana da região da Sicília, província de Messina, com cerca de 1.130 habitantes. Estende-se por uma área de 43 km², tendo uma densidade populacional de 26 hab/km². Faz fronteira com Casalvecchio Siculo, Castroreale, Fondachelli-Fantina, Francavilla di Sicilia, Graniti, Limina, Mongiuffi Melia, Motta Camastra, Roccafiorita, Rodì Milici.

## Demografia
| Variação demográfica do município entre 1861 e 2011                               |
|                                                                                   |
| Fonte: Istituto Nazionale di Statistica (ISTAT) - Elaboração gráfica da Wikipedia |